# Lopătar alb
Lopătarul alb (Platalea leucorodia) este o pasăre de baltă din familia treskiornitidelor (Threskiornithidae).

## Morfologie

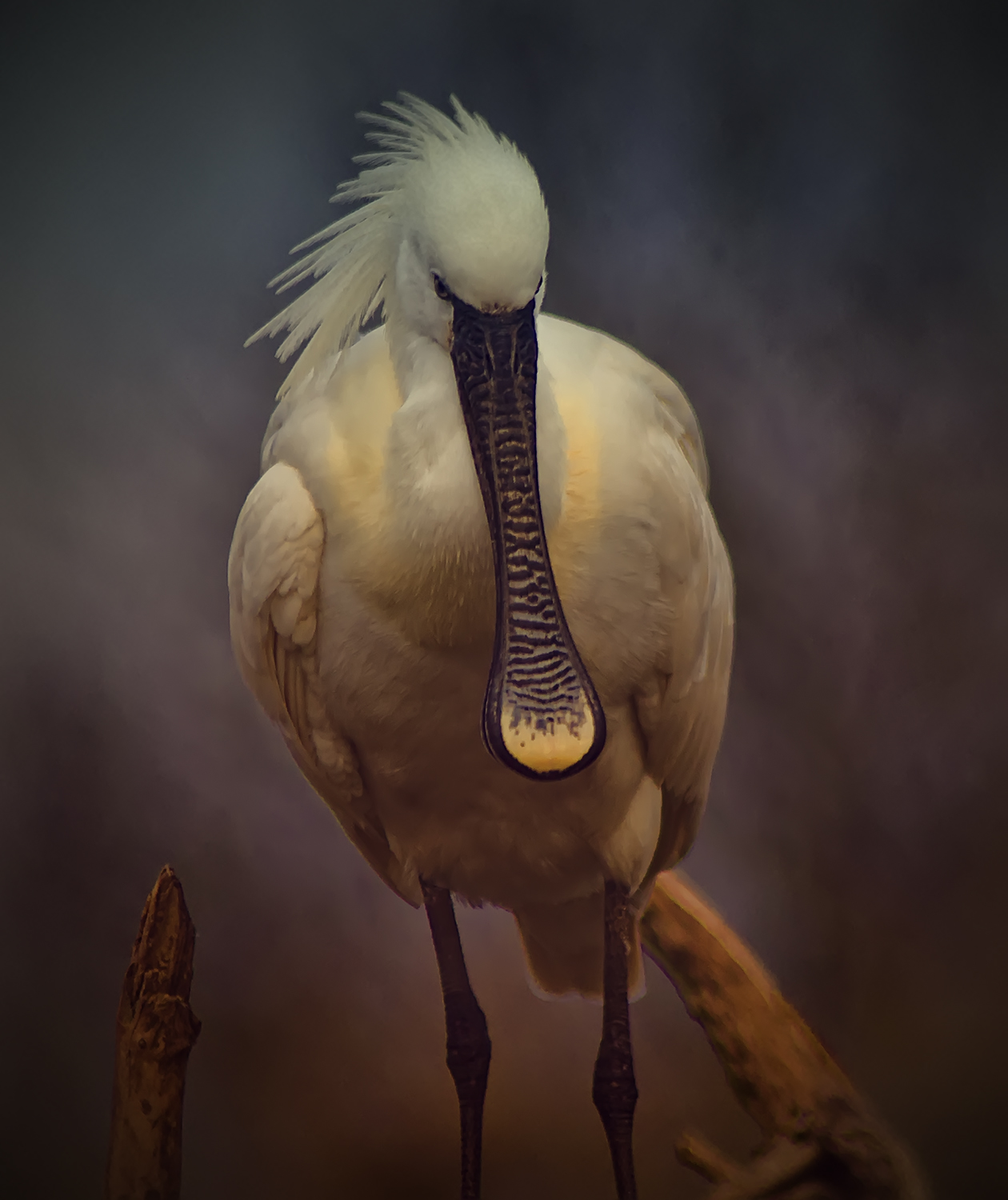
Datorită ciocului său este inconfundabil cu orice altă pasăre din arealul său.

Lopătarul are penajul de culoare albă cu nuanțe gălbui portocalii pe piept și pe cap. Pe ceafă are un moț format din pene mai lungi, care, când este iritat se ridică în formă de evantai. Este o pasăre de talie mare atingând înălțimea de 80 de cm. Picioarele sunt lungi de culoare neagră, ciocul lung care este lățit la vârf, la tineret este de culoare galbenă, iar la adulți devine de culoare neagră, numai vârful ciocului rămâne galben.

## Mod de viață
Lopătarul cuibărește în regiuni de baltă, smârcuri, lunci umede, în Africa sau pe insule stâncoase. Cuibul este ascuns în stuf, dar poate fi așezat în copaci sau pe stânci în colonii lângă pescăruși care fură ouă sau pui de lopătari.
Hrana lopătarilor albi constă din pești, amfibii (broaște), moluște crustacei viermi, larve de insecte. Hrana este procurată prin filtrarea mâlului cu ciocul. Păsările sunt migratoare fiind răspândite pe un areal geografic larg, în Eurasia de Sud, din Spania, Frislanda până în Japonia și Africa de Nord. În Europa, doar Olanda, Spania, Austria, Ungaria și Grecia au populații considerabile.

## Galerie

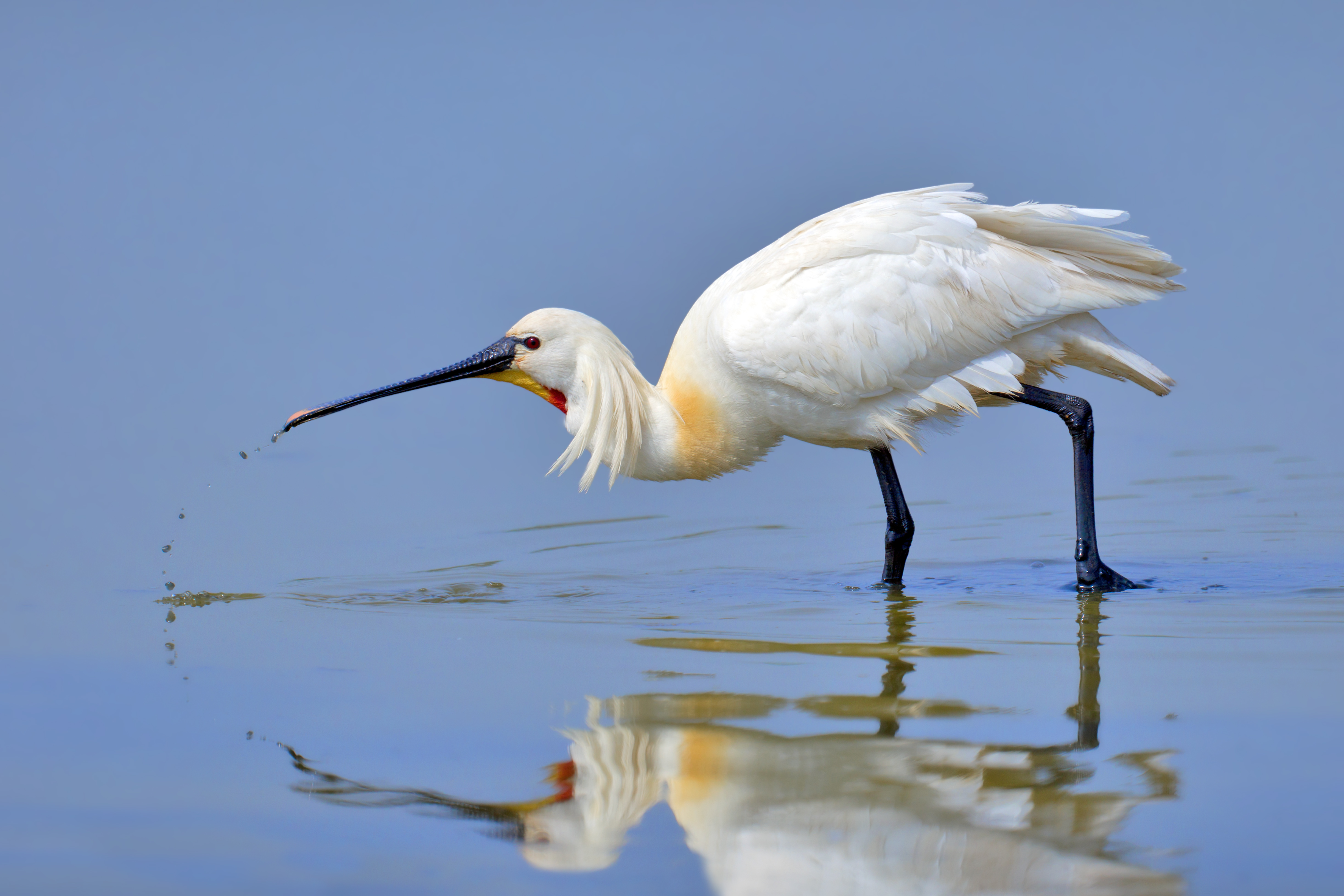
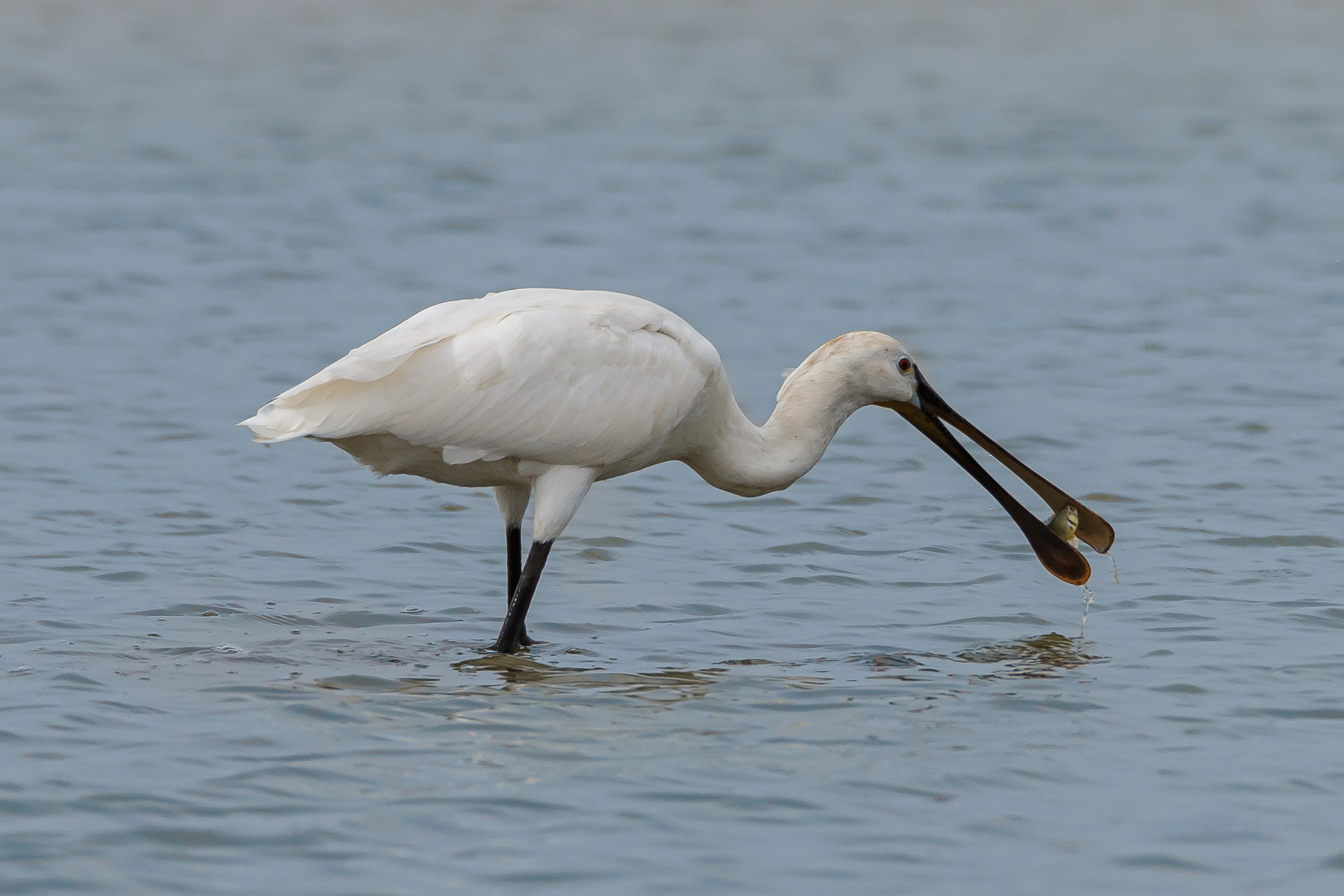
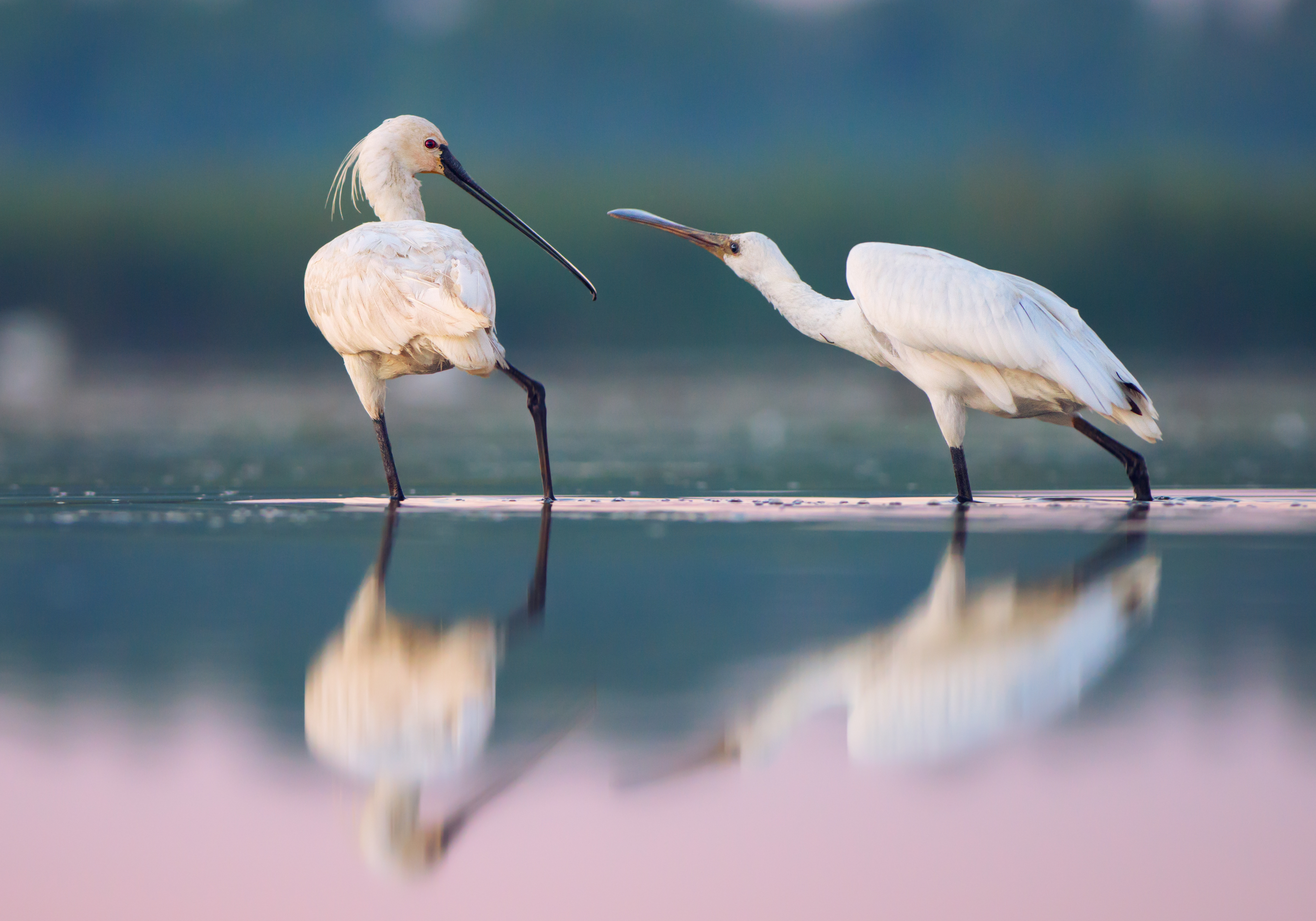
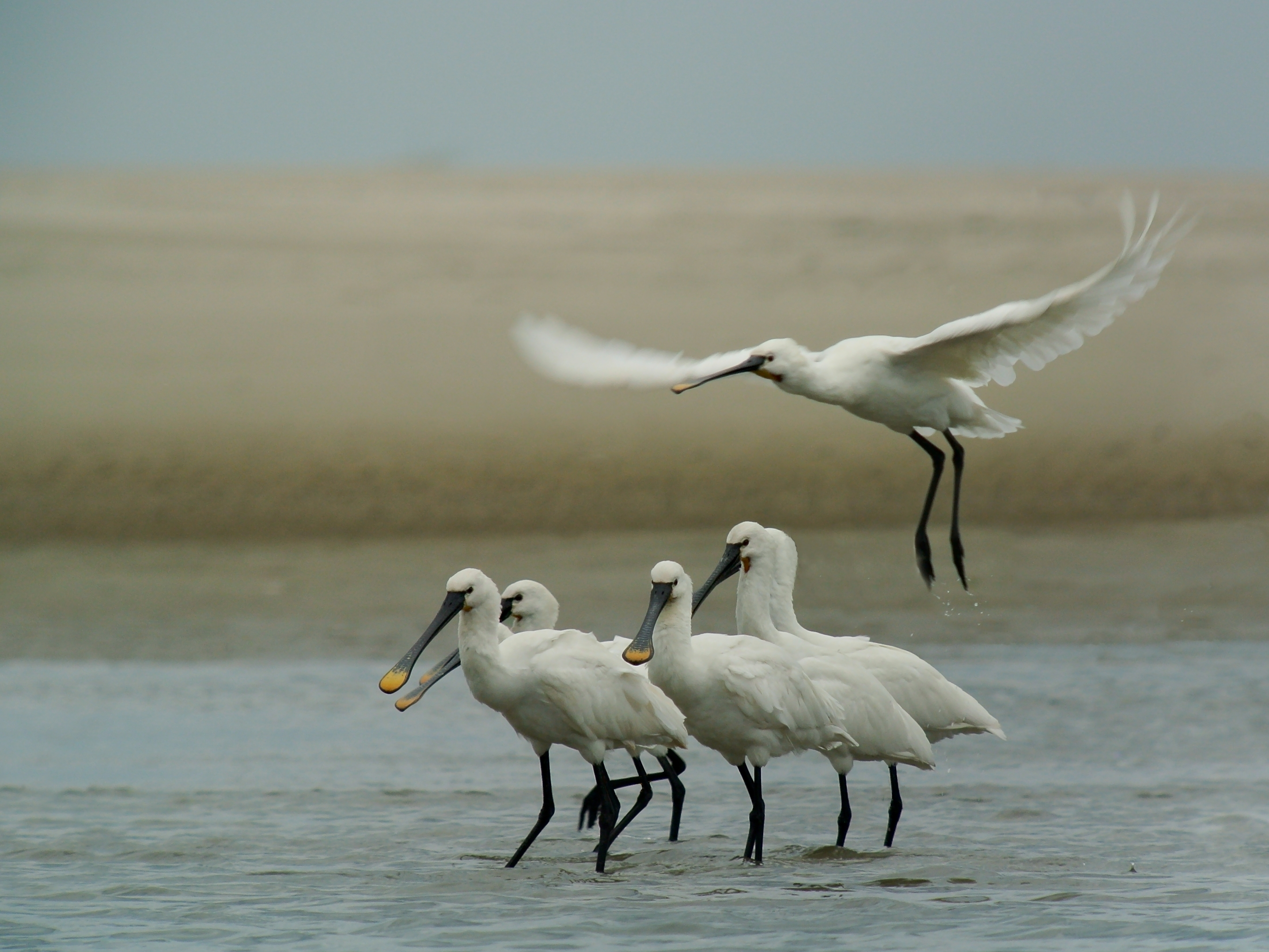